# Ahmose I
Ahmose (fl. XVI secolo a.C.) è stato un sovrano egizio faraone della XVIII dinastia egizia.

## Biografia
Malgrado l'importanza di questo sovrano, i suoi monumenti superstiti ci forniscono ben poche notizie. La maggior parte delle nostre conoscenze proviene dalle iscrizioni tombali di due militari che servirono sotto questo sovrano: Ahmes figlio di Abana e Ahmes Pennekhebet.
Con molta probabilità Ahmose era il fratello minore di Kamose, infatti egli chiama madre di mia madre, madre di mio padre, Grande Sposa reale la regina Tetisheri moglie di Seqerenra Ta'o. Madre di Ahmose fu ՚Ahhotep, sorella e moglie di Ta'o che tenne la reggenza in nome del figlio dopo la morte di Kamose.
Sposa principale di questo sovrano fu Ahmose Nefertari, forse figlia di Kamose, una delle figure femminili più note della storia egizia.
La confusione intorno alla figura di questo sovrano è anche dovuta agli epitomatori di Manetone, fonte storica spesso disinformata; infatti Giuseppe Flavio, asserendo di riferire testualmente quanto scritto da Manetone nel II libro degli Aegyptiaca, riferisce che Manetone attribuisce la cacciata degli hyksos ad un re che chiama Misphragmuthosis (nome che lascerebbe supporre trattarsi del faraone Amenofi II, che in realtà dovrebbe essere invece Kamose, o anche il suo predecessore Seqenenra Ta'o, che nel testo biblico sarebbe riferibile al faraone dell'oppressione). Manetone avrebbe scritto che Misphragmuthosis avrebbe dapprima sconfitto gli hyksos, e di averli rinchiusi in un luogo chiamato Avaris, città circondata da un muro alto e solido costruito dagli stessi hyksos per mantenere al sicuro tutti i loro beni e il loro bottino. Thummosis, figlio di Alisphragmuthosis (e a questo punto Manetone parrebbe indicare il faraone Thutmose IV, pur trattandosi di Ahmose I, il quale non è figlio, ma probabilmente fratello minore di Kamose, che nel testo biblico sarebbe il faraone dell'esodo) fece un tentativo di prenderli con la forza e li assediò con 480.000 uomini, ma poi, inspiegabilmente rinunciò all'assedio, e stabilì un trattato con essi, affinché lasciassero l'Egitto e se ne andassero ovunque volessero, senza far loro del male. Giuseppe Flavio afferma con convinzione che gli hyksos di Manetone non sono altro che i discendenti di Giacobbe, gli Israeliti venuti in Egitto a causa dei sette anni di carestia descritti nel testo biblico della Genesi.
La tradizione manetoniana attribuisce ad Ahmose 25 anni di regno, valore sufficientemente confermato da un graffito proveniente dalle cave di calcare di Maâsara e datato al 22º anno di regno.

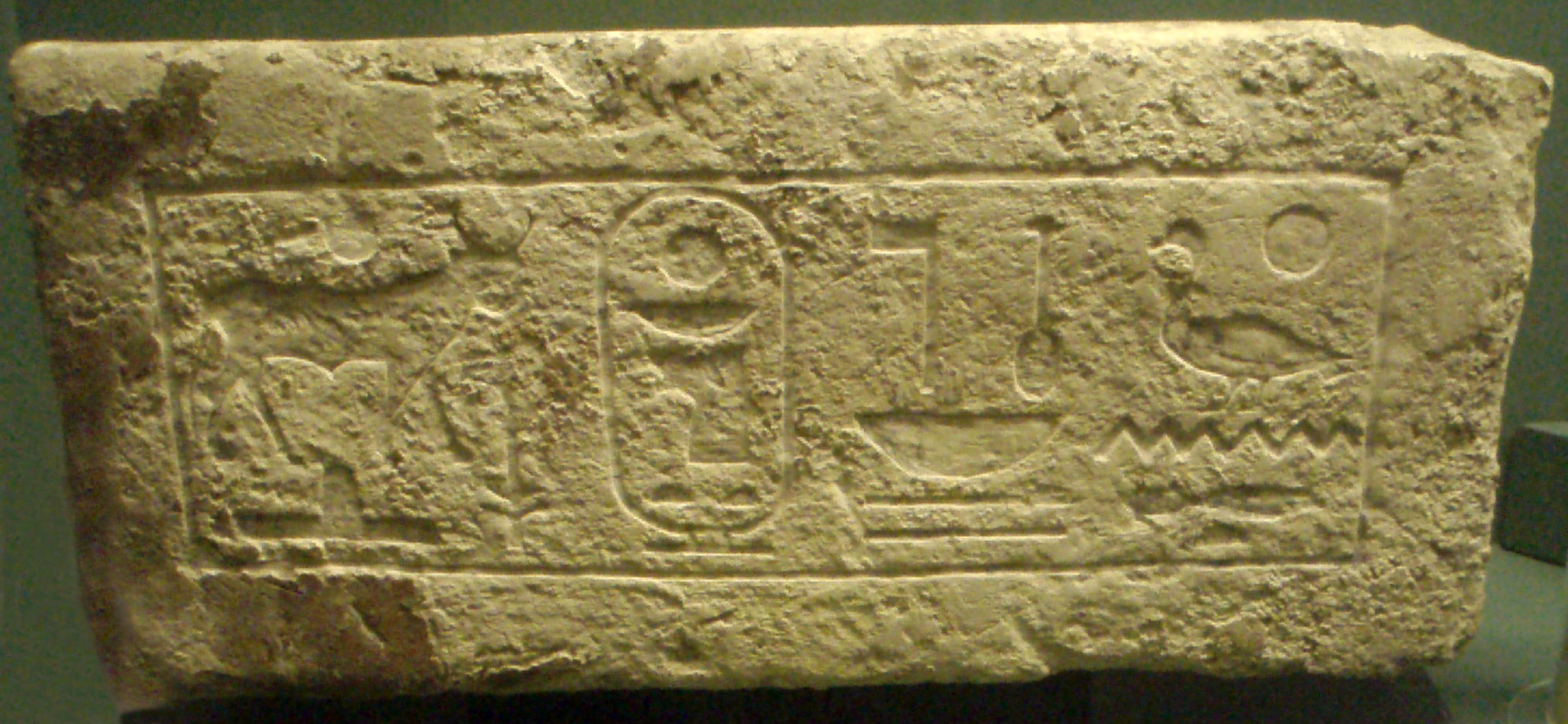
Graffitto comprendente il nome (Nebpetira) di Ahmose ed alcuni altri titoli, tra cui Signore delle Due Terre

Quando Ahmose, ancora bambino, salì al trono, il sovrano hyksos regnante ad Avaris doveva essere Apophis, mentre quando riprese la guerra per il controllo dell'Egitto dovrebbe essersi scontrato con Khamudi.
Uno degli aspetti storici ancora poco chiari è la ragione per cui il sovrano hyksos non abbia approfittato della lunga pausa nelle operazioni belliche, pausa generata dalla minor età di Ahmose, per recuperare almeno in parte il territorio perduto a causa delle campagne di Kamose.

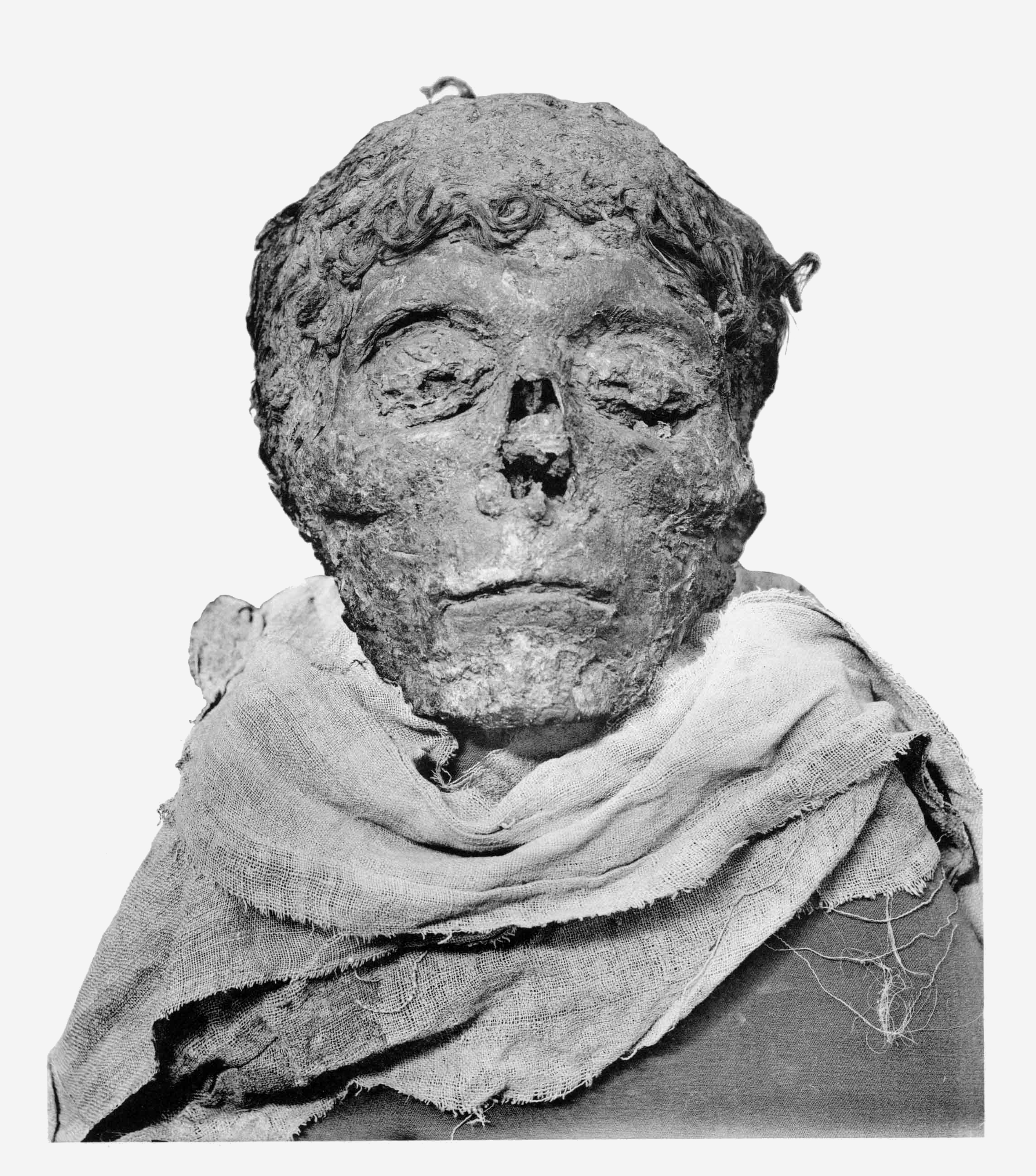
testa della mummia di Ahmose

Dalle iscrizioni tombali di due soldati di questo sovrano risulterebbe che alla ripresa delle ostilità Ahmose avrebbe riconquistato Menfi ed Eliopoli quasi senza combattere per poi muovere verso il delta del Nilo e la capitale nemica Avaris. Questa città sarebbe stata ceduta dagli asiatici senza combattere mentre l'assedio a Sharuhen, principale piazzaforte dei sovrani hyksos in Medio Oriente sarebbe durato ben tre anni.
La presa di Avaris dovrebbe collocarsi tra il 12º e 13º anno di regno e la caduta di Sharuhen nel 16º anno.
Eliminato il pericolo al nord Ahmose dovette spostarsi nel sud, risalendo il Nilo, per affrontare il regno che si era formato in Nubia, regno di cui è nota l'alleanza con i sovrani hyksos.

Negli ultimi anni del suo regno dovette ancora affrontare varie ribellioni probabilmente fomentate da quei principi locali che avevano servito come vassalli dei sovrani hyksos.
Il sarcofago di Ahmose, contenente la sua mummia, conservata al Museo di Luxor, fu ritrovato, insieme a molti altri, nel rifugio di Deir el-Bahari nella tomba DB320, dove i sacerdoti li avevano nascosti per tentare di preservarli dalle violazioni.

L'esame della mummia ha rivelato come la morte sia avvenuta tra il trentesimo ed il quarantesimo anno di vita.
La piramide di questo sovrano (si tratta di un cenotafio) si trova ad Abido.

## Liste Reali
| N5 · nb | F9 | t · t |

| N5 · nb | F9 | t · t |

| N5 · nb | F9 | t · t |

| N5 · nb | F9 | t · t |

| N5 · nb | F9 | t · t |

| N5 · nb | F9 | t · t |

| N5 · nb | F9 | t · t |

| N5 · nb | F9 | t · t |

| N5 | F9 | V30 |

| N5 | F9 | V30 |

| N5 | F9 | V30 |

| N5 | F9 | V30 |

| N5 | F9 | V30 |

| N5 | F9 | V30 |

| N5 | F9 | V30 |

| N5 | F9 | V30 |

## Titolatura
| G5 |

| G5 |

| O29 | L1 | w |

| O29 | L1 | w |

| O29 | L1 | w |

| O29 | L1 | w |

| O29 | L1 | w |

| O29 | L1 | w |

| O29 | L1 | w |

| O29 | L1 | w |

| G16 |

| G16 |

| t · t | A53 | F31 · t | G43 |

| t · t | A53 | F31 · t | G43 |

| G8 |

| G8 |

| S24 · O34 | N17 · N17 |

| S24 · O34 | N17 · N17 |

| M23 · X1 | L2 · X1 |

| M23 · X1 | L2 · X1 |

| N5 · nb | F9 | t · t |

| N5 · nb | F9 | t · t |

| N5 · nb | F9 | t · t |

| N5 · nb | F9 | t · t |

| N5 · nb | F9 | t · t |

| N5 · nb | F9 | t · t |

| N5 · nb | F9 | t · t |

| N5 · nb | F9 | t · t |

| G39 | N5 |

| G39 | N5 |

| N12 | F31 | s |

| N12 | F31 | s |

| N12 | F31 | s |

| N12 | F31 | s |

| N12 | F31 | s |

| N12 | F31 | s |

| N12 | F31 | s |

| N12 | F31 | s |

In talune iscrizioni al nome Horo fa seguito l'epiteto
| E1 | m | S40 | t |

k3 m w3st - Ka-em-uaset

Toro in Uaset (Tebe)